# وزک مرادی
وزک مرادی، روستایی از توابع بخش مرکزی شهرستان سپیدان در استان فارس ایران است.

## جمعیت
این روستا در دهستان خفری قرار دارد و براساس سرشماری مرکز آمار ایران در سال ۱۳۸۵، جمعیت آن ۶۵ نفر (۲۲خانوار) بوده‌است.